# أزمة الطاقة في السبعينات
أزمة الطاقة في السبعينات كانت أزمة الطاقة في سبعينيات القرن الماضي فترة واجهت فيها البلدان الصناعية الكبرى في العالم، ولا سيما الولايات المتحدة وكندا وأوروبا الغربية واليابان وأستراليا ونيوزيلندا، نقصًا كبيرًا في البترول، حقيقيًا ومتصورًا، بالإضافة إلى ارتفاع الأسعار.

## نبذة

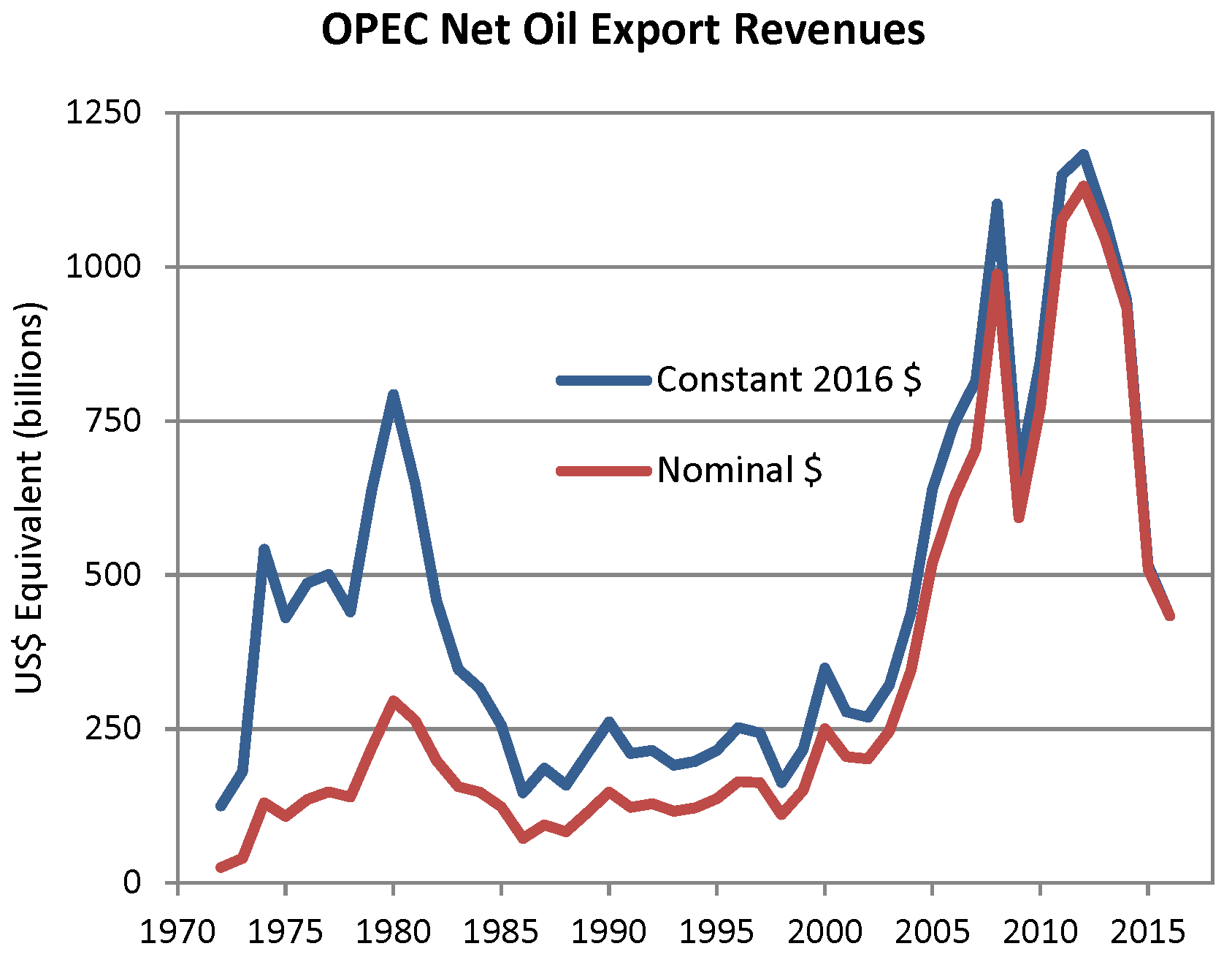
صافي إيرادات أوبك من تصدير النفط بين عامي 1971 -- 2007.

أسوأ أزمتين في هذه الفترة كانت أزمة النفط عام 1973 وأزمة الطاقة عام 1979، عندما تسببت حرب يوم الغفران والثورة الإيرانية في توقف صادرات النفط في الشرق الأوسط.
بدأت الأزمة تتكشف حيث بلغ إنتاج النفط في الولايات المتحدة وبعض أجزاء أخرى من العالم ذروته في أواخر الستينيات وأوائل السبعينيات. بدأ الإنتاج العالمي من النفط للفرد في الانخفاض على المدى الطويل بعد عام 1979.
اضطرت المراكز الصناعية الكبرى في العالم إلى مواجهة القضايا المتصاعدة المتعلقة بإمدادات النفط. اعتمدت الدول الغربية على موارد الدول غير المحتملة في الشرق الأوسط وأجزاء أخرى من العالم.
أدت الأزمة إلى ركود النمو الاقتصادي في العديد من البلدان مع ارتفاع أسعار النفط. على الرغم من وجود مخاوف حقيقية بشأن العرض، فقد نتج جزء من الارتفاع في الأسعار عن تصور حدوث أزمة. أدى الجمع بين النمو الراكد وتضخم الأسعار خلال هذه الحقبة إلى مصطلح الركود التضخمي.
بحلول الثمانينيات من القرن الماضي، كانت كل من فترات الركود في السبعينيات والتعديلات في الاقتصادات المحلية لتصبح أكثر كفاءة في استخدام النفط، تسيطر على الطلب بما فيه الكفاية لأسعار النفط في جميع أنحاء العالم للعودة إلى مستويات أكثر استدامة.
لم تكن الفترة سلبية بالنسبة لجميع الاقتصادات. استفادت البلدان الغنية بالنفط في الشرق الأوسط من ارتفاع الأسعار وتباطؤ الإنتاج في مناطق أخرى من العالم. استفادت بعض الدول الأخرى، مثل النرويج والمكسيك وفنزويلا.
في الولايات المتحدة، شهدت كل من تكساس وألاسكا، وكذلك بعض المناطق الأخرى المنتجة للنفط، طفرات اقتصادية كبيرة بسبب ارتفاع أسعار النفط حتى في الوقت الذي واجهت معظم أنحاء البلاد مع الاقتصاد الراكد. لكن العديد من هذه المكاسب الاقتصادية توقفت مع استقرار الأسعار وهبوطها في الثمانينات.